# Günther Rausch

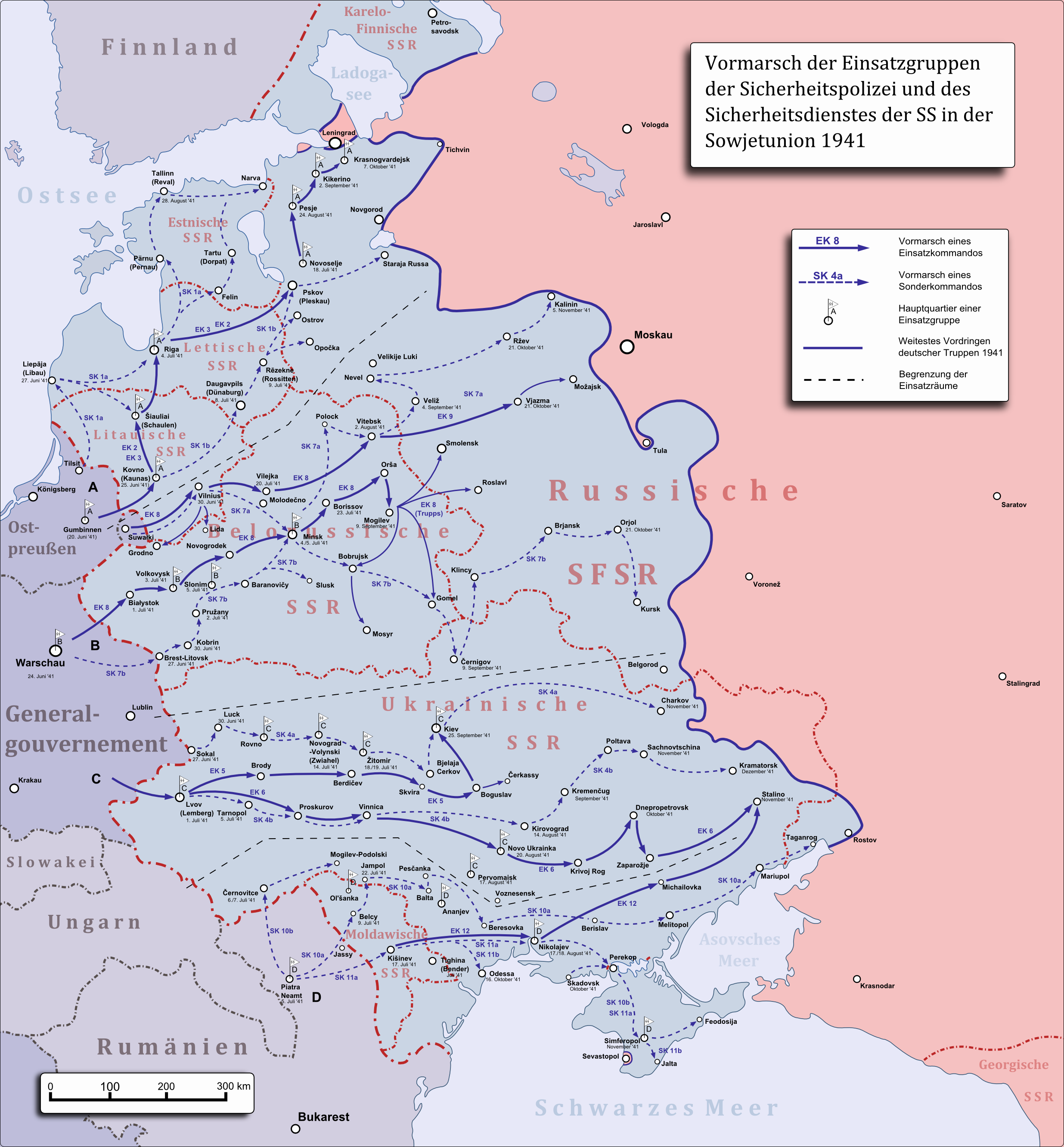
Einsatzgruppens framfart i samband med Operation Barbarossa.

Günther Rausch (även Günter Rausch), född 19 maj 1909 i Sondershausen, död 12 november 1964 i Hamburg, var en tysk SS-Obersturmbannführer. Under andra världskriget ledde han Sonderkommando 7b, ett mobilt specialkommando, som deltog i Förintelsen i Belarus, Ukraina och Ryssland.

## Biografi
Rausch studerade ekonomi vid universiteten i Berlin och Jena. År 1930 inträdde han i Nationalsocialistiska tyska arbetarepartiet (NSDAP) och året därpå blev han medlem i Schutzstaffel (SS).

### Operation Barbarossa
Den 22 juni 1941 anföll Tyskland sin tidigare bundsförvant Sovjetunionen och inledde Operation Barbarossa. Enligt Adolf Hitler innebar kriget mot Sovjetunionen ett ideologiskt förintelsekrig och den ”judisk-bolsjevikiska intelligentian” måste elimineras. Efter de framryckande tyska arméerna följde Einsatzgruppen, mobila insatsgrupper. Chefen för Reichssicherheitshauptamt, Reinhard Heydrich, gav insatsgrupperna i uppdrag att mörda judar, romer, partisaner, politiska kommissarier (så kallade politruker) och andra personer som ansågs hota Tredje rikets säkerhet. Beträffande insatsgruppernas massmord på judar mördades initialt endast män, men i augusti 1941 gav Reichsführer-SS Heinrich Himmler order om att massmordet även skulle inbegripa kvinnor och barn. Från juni 1941 till februari året därpå var Rausch befälhavare för Sonderkommando 7b (även betecknat Einsatzkommando 7b) inom Einsatzgruppe B. Under Rauschs ledarskap opererade Sonderkommando 7b i bland annat Brest-Litovsk, Kobrin, Pruzjany, Slonim, Baranavitjy, Slutsk, Minsk, Babrujsk, Homel, Tjernihiv, Klintsy, Brjansk, Orjol och Kursk.  I Kotelna, en förort till Brest-Litovsk, arkebuserade Rauschs enhet omkring 5 000 judar.
Under år 1944 var Rausch verksam inom Sicherheitspolizei (Sipo) och Sicherheitsdienst (SD) i Lille. Hans överordnade var Standartenführer Constantin Canaris.